# Hédouville
Hédouville is een gemeente in het Franse departement Val-d'Oise (regio Île-de-France) en telt 281 inwoners (2005). De plaats maakt deel uit van het arrondissement Pontoise.

## Geografie
De oppervlakte van Hédouville bedraagt 5,2 km², de bevolkingsdichtheid is 54,0 inwoners per km².
De onderstaande kaart toont de ligging van Hédouville met de belangrijkste infrastructuur en aangrenzende gemeenten.

## Demografie
Onderstaande figuur toont het verloop van het inwonertal (bron: INSEE-tellingen).